# Garelli Europed
Die Garelli Europed bzw. Europed-Brianza war ein leichtes Mofa bzw. Moped des italienischen Herstellers Garelli, das in den frühen 1970er Jahren produziert wurde. In Deutschland wurde das Modell über den Neckermann Versand vertrieben.

## Geschichte
Die Garelli Europed erschien zwischen 1971 und 1974 in verschiedenen Versionen, darunter:
- Standard-Mofa 25 km/h (einfachere Ausführung mit Pressstahlgabel und Felgenbremsen)
- Mofa 25 (gedrosselte Ausführung mit reduzierter Leistung)
- Moped 40 (offene Version mit bis zu 40 km/h)

Das Fahrzeug hatte den Motor vom Typ M48-02, der auch in anderen Mofa- und Moped-Serien von verschiedenen Herstellern zum Einsatz kam. Kennzeichnend waren die Fliehkraftkupplung, ein Schwunglichtmagnetzünder sowie ein Zweitakt-Graugusszylinder.

## Technische Daten
| Merkmal                | Daten                                                   |
| ---------------------- | ------------------------------------------------------- |
| Motortyp               | M48-02, Einzylinder-Zweitakt mit Umkehrspülung          |
| Zylinder               | Grauguss                                                |
| Bohrung × Hub          | 40 mm × 38 mm                                           |
| Hubraum                | 48 cm³                                                  |
| Verdichtungsverhältnis | 7 : 1                                                   |
| Leistung               | 1,8 PS bei 5000/min (Mofa: 0,88 PS bei 2500/min)        |
| Vergaser               | Encarwi A/22 (Düsensätze je nach Version)               |
| Motorschmierung        | Gemischschmierung 1 : 20 (Spezial-Zweitaktöl SAE 40/50) |
| Kupplung               | Fliehkraftkupplung                                      |
| Zündung                | Schwunglichtmagnetzündung 6 V/18 W                      |
| Antriebskette          | 1/2" × 3/16", 104 Glieder (Pedalkette: 94 Glieder)      |
| Übersetzung            | Primär: 3,35 – Endantrieb: 4,33 (12:52 Zähne)           |
| Gesamtübersetzung      | 1 : 14,51                                               |
| Tankinhalt             | 2,5 Liter (keine Reserve)                               |
| Reifengröße            | 16 × 2,25 (Europed Standard: 16 × 2,00)                 |
| Gewicht (leer)         | ca. 41 kg                                               |